# Tucheim
Tucheim is een plaats en voormalige gemeente in de Duitse deelstaat Saksen-Anhalt, en maakt deel uit van de Landkreis Jerichower Land.

Tucheim is de grootste van de Ortschaften van de gemeente Genthin, en telt circa 1.200 inwoners. Tot Tucheim behoren ook de dorpjes Ringelsdorf, Wülpen en Holzhaus.
Tucheim ligt aan de Bundesstraße 107, ruim 10 km ten zuiden van Genthin. Het ligt aan de noordkant van het natuurreservaat Fiener Bruch, zie: Paplitz.

## Afbeeldingen

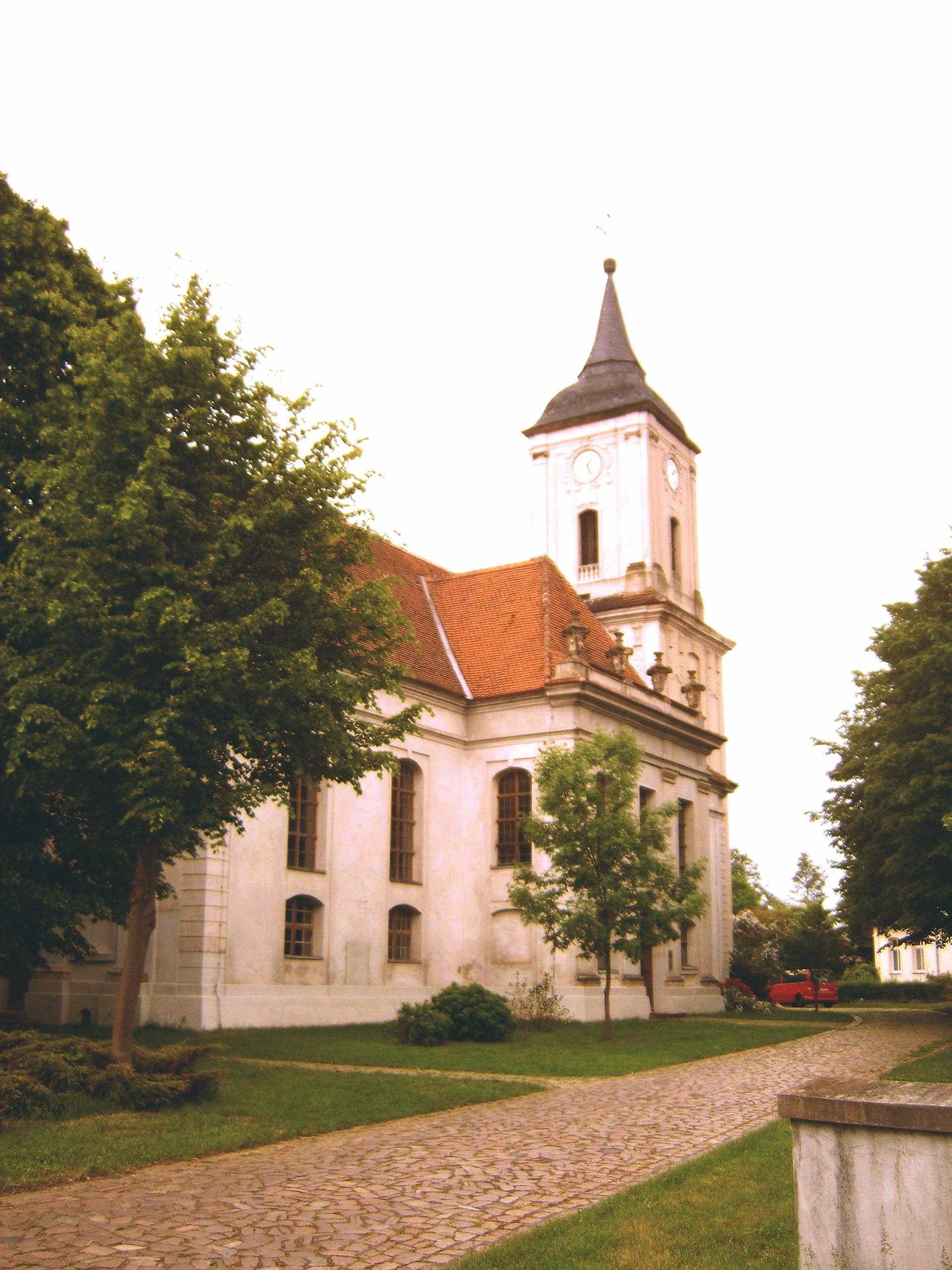
Evang.-lutherse dorpskerk van Tucheim (1756)
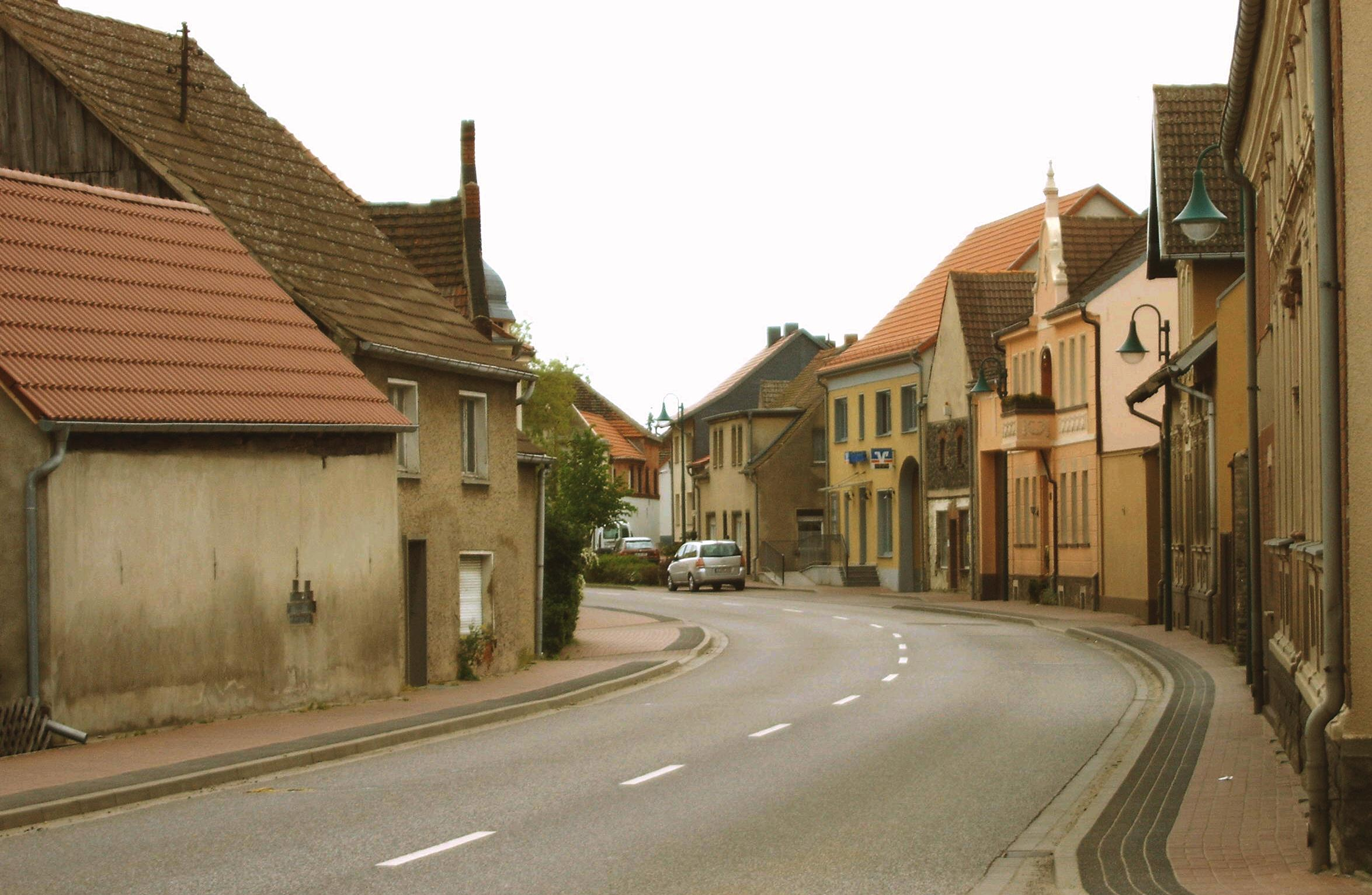
Dorpsstraat van Tucheim
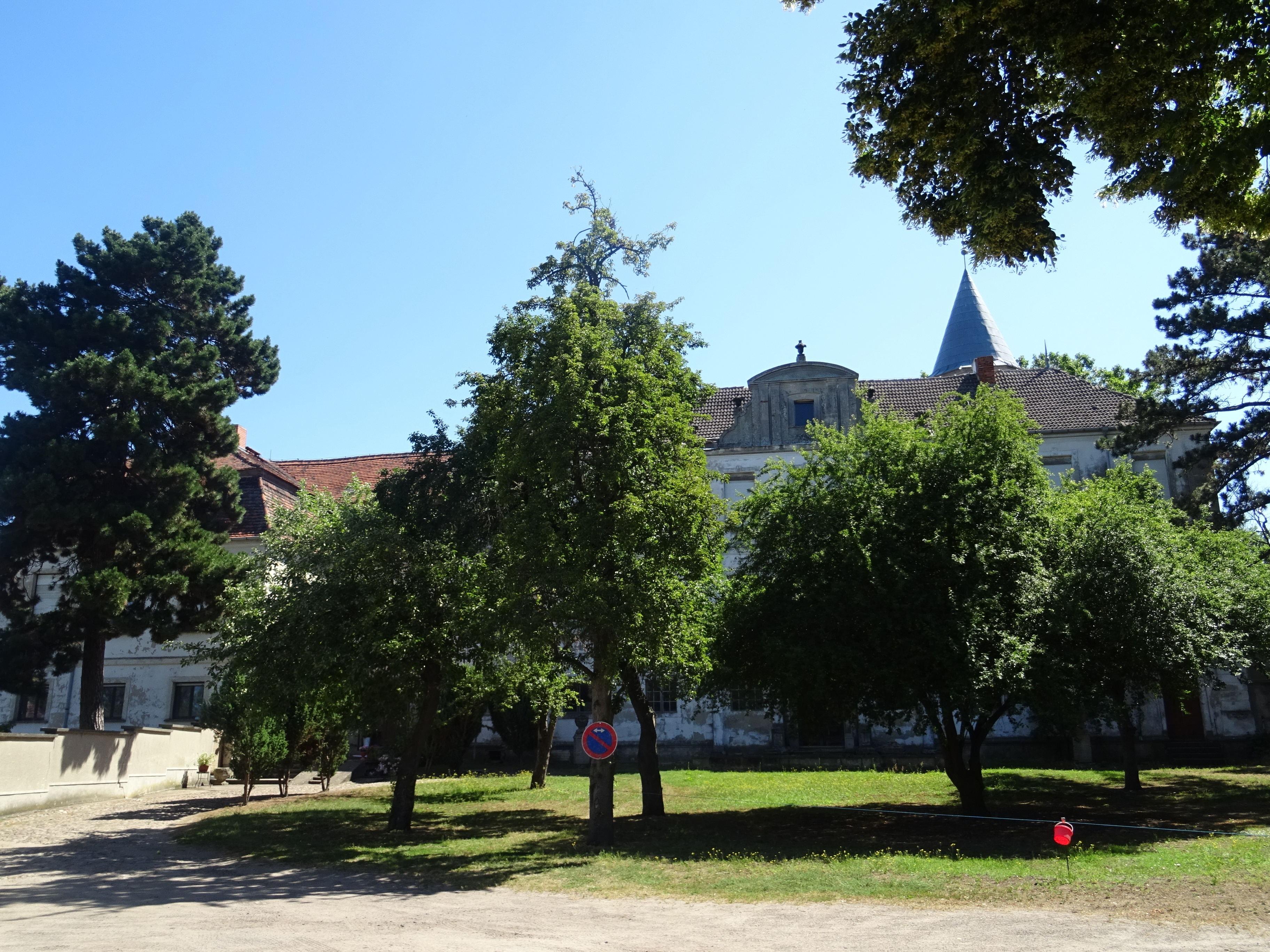
Kasteel Tucheim (18e-eeuws; particulier bewoond; niet toegankelijk)
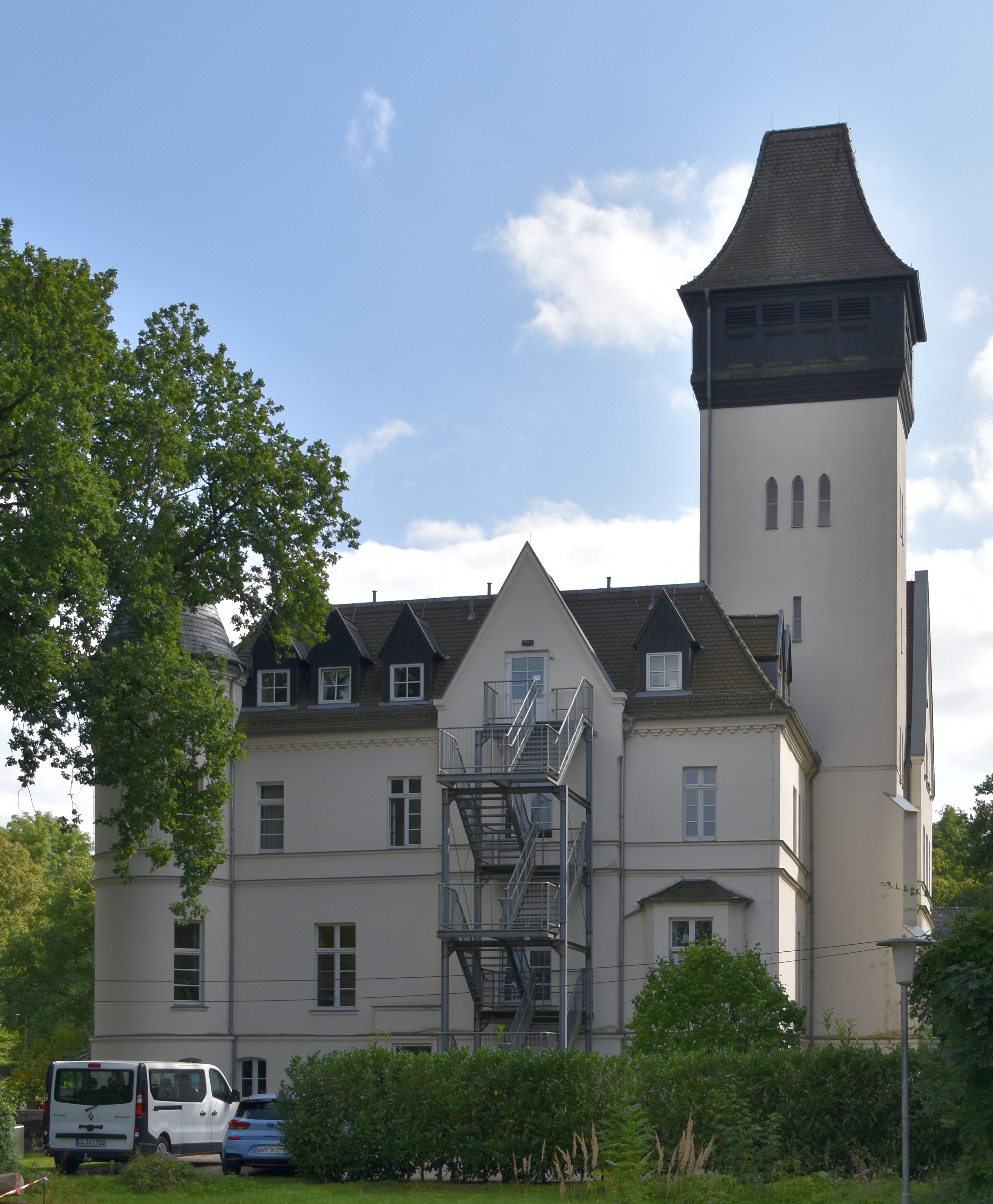
Voormalig kasteel Ringelsdorf bij Tucheim